# Atromitos Jeroskipu
APS Atromitos Jeroskipu (nowogr. Αθλητικό Πολιτιστικό Σωματείο Ατρόμητος Γεροσκήπου translit. Athlītikó Politistikó Sōmateío Atrómītos Geroskī́pou (APS Atrómītos Geroskī́pou)) (UEFA: Atromitos Yeroskipou) – nieistniejący już cypryjski klub piłkarski z siedzibą w mieście Jeroskipu (Dystrykt Pafos).

## Historia
Klub powstał w 1956 roku, ale do 2004 roku rywalizował wyłącznie w lokalnej lidze Pafos. Był jednym z założycieli Związku Piłki Nożnej Towarzystw Rolniczych. Po raz pierwszy awansował do najniższej ligi w cypryjskim klubie piłkarskim w 2004 roku. W następnym roku klub awansował do trzeciej ligi, a od sezonu 2007/08 rywalizował w drugiej lidze. Zespół awansował do pierwszej ligi, zajmując trzecie miejsce. Atrómitosowi wystarczyły cztery lata by z lokalnej ligi Pafos dojść do pierwszej ligi cypryjskiej. Do drugiej ligi klub spadł w sezonie 2008/09 po zaledwie roku spędzonym na najwyższym poziomie. W 2013 roku Atrómitos został rozwiązany z powodu problemów finansowych.

## Symbole klubowe

### Herb i barwy
Barwami Atromitosu były czerwony i granatowy. Używano herbu w kształcie tarczy w barwach klubowych z wpisaną na granatowym krzyżu nazwy klubu oraz białym okrągłym emblematen z pełną nazwą klubu, miastem-siedzibą i rokiem powstania - granatowymi literami greckimi.

## Bilans sezon po sezonie
| Sezon     | Liga          | Miejsce | Puchar Cypru |
| --------- | ------------- | ------- | ------------ |
| 2004/2005 | D’ Kategorias | 3       | -            |
| 2005/2006 | G’ Kategorias | 6       | -            |
| 2006/2007 | G’ Kategorias | 2       | -            |
| 2007/2008 | B’ Kategorias | 3       | -            |
| 2008/2009 | A’ Kategorias | 14      | -            |
| 2009/2010 | B’ Kategorias | 5       | -            |
| 2010/2011 | B’ Kategorias | 6       | -            |
| 2011/2012 | B’ Kategorias | 14      | -            |
| 2012/2013 | G’ Kategorias | 14      | -            |

Poziom rozgrywek:
     pierwszy, najwyższy ogólnokrajowy
     drugi
     trzeci
     czwarty

## Stadion
Mecze domowe rozgrywał na Stadionie Jeroskipu, mogącym pomieścić 2.000 widzów.